# Prostemmiulus robustus
Prostemmiulus robustus är en mångfotingart som beskrevs av Chamberlin 1918. Prostemmiulus robustus ingår i släktet Prostemmiulus och familjen Stemmiulidae. Inga underarter finns listade i Catalogue of Life.